# Scyphoniscus waitatensis
Scyphoniscus waitatensis is een pissebed uit de familie Scyphacidae. De wetenschappelijke naam van de soort is voor het eerst geldig gepubliceerd in 1901 door Charles Chilton.